# 圣撒比诺圣殿

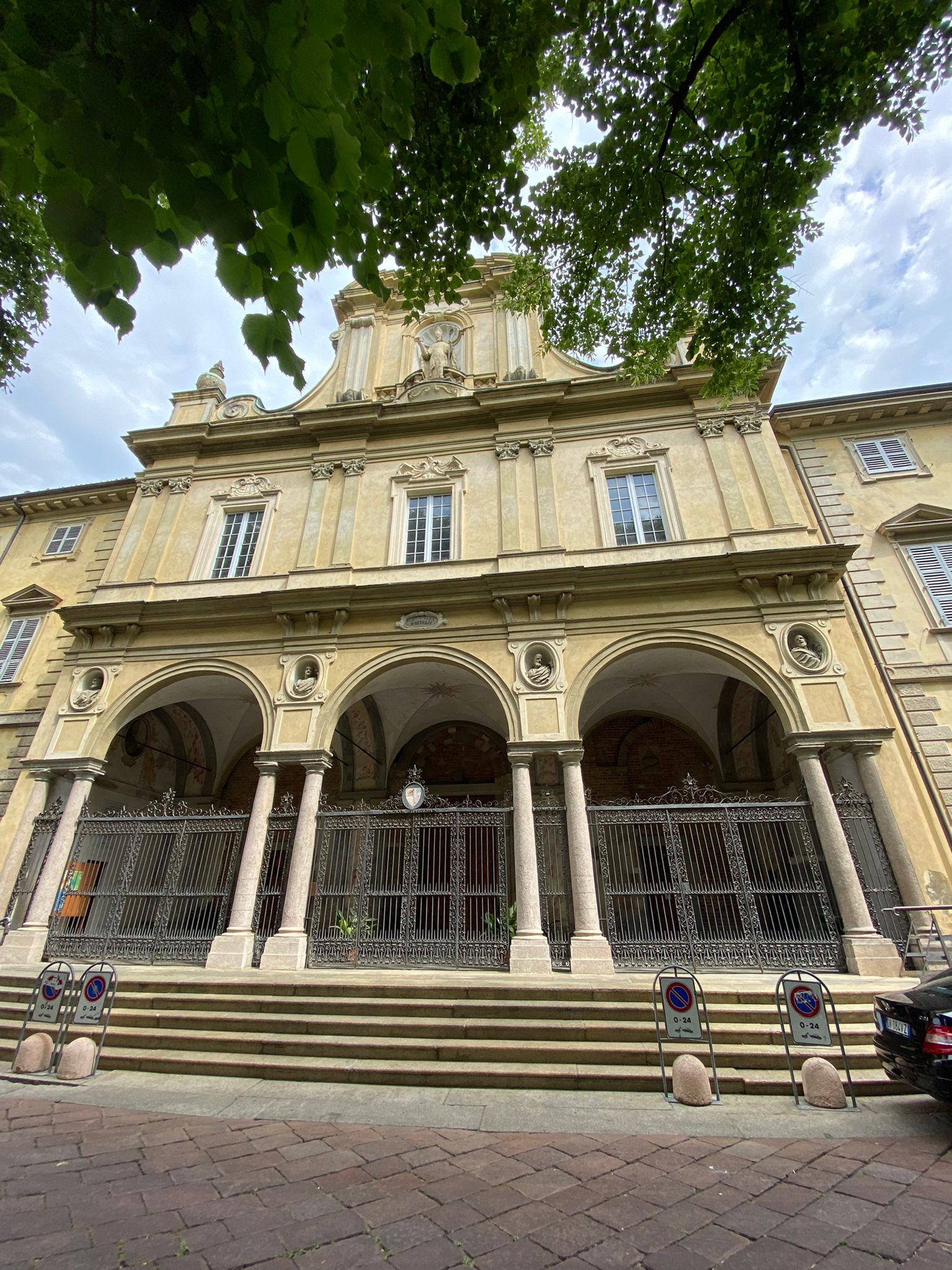
圣撒比诺圣殿

圣撒比诺圣殿（Basilica di San Savino）是一个古老的罗马天主教宗座圣殿，位于意大利北部城市皮亚琴察。

## 历史
1107年，此处祝圣了一座教堂，供奉该城的第二任主教皮亚琴察的圣撒比诺。教堂的地穴拥有12世纪的马赛克。
在18世纪，教堂内部装饰成洛可可风格，隐藏许多原始的罗马式建筑细节。1721年，兴建了目前立面。该堂的艺术品包括木十字架，以及12世纪和15世纪的壁画。。